# UFC on ESPN: Thompson vs. Holland
UFC on ESPN: Thompson vs. Holland (también conocido como UFC on ESPN 42) fue un evento de artes marciales mixtas producido por Ultimate Fighting Championship que tuvo lugar el 3 de diciembre de 2022 en el Amway Center en Orlando, Florida, Estados Unidos.

## Antecedentes
La promoción ha disputado previamente tres eventos en el Amway Center de Orlando, el más reciente en febrero de 2018 para UFC on Fox: Emmett vs. Stephens.
El combate de peso wélter entre Stephen Thompson y Kevin Holland encabezó el evento.
Yazmin Jauregui e Istela Nunes se enfrentaron en un combate de peso paja femenino. En un principio estaban programadas para enfrentarse en UFC on ESPN: Vera vs. Cruz cuatro meses antes, pero Nunes se retiró debido a una lesión.
Se esperaba que un combate de peso medio entre Jack Hermansson y Derek Brunson en el evento. Sin embargo, Brunson se retiró debido a una lesión no revelada y fue sustituido por Roman Dolidze.
Se esperaba un combate de peso mosca femenino entre Tracy Cortez y Amanda Ribas. Sin embargo, poco después del pesaje oficial, la promoción anunció que Cortez se había retirado del combate debido a un problema médico no especificado y que el combate se había cancelado.
En el pesaje, Philip Rowe pesó 173.5 libras, dos libras y media por encima del límite de peso wélter. El combate se celebró en el peso acordado y se le impuso una multa del 30% de su bolsa, que fue a parar a su oponente Niko Price.

## Premios de bonificación
Los siguientes luchadores recibieron bonificaciones de $50000 dólares.
- Pelea de la Noche: Stephen Thompson vs. Kevin Holland
- Actuación de la Noche: Sergei Pavlovich y Roman Dolidze

## Consecuencias
Con ocho nocauts, este evento empató el récord con otros siete eventos con la mayor cantidad de nocauts en un solo evento en la historia de la UFC. Además, Rafael dos Anjos se convirtió en el primer luchador en la historia de la UFC en tener ocho horas de tiempo acumulado en el octágono.